# Tradicionalismo
O tradicionalismo, muitas vezes conhecido como conservadorismo clássico, é uma filosofia política e social que enfatiza a importância dos princípios morais transcendentes, manifestados através de certas leis naturais postuladas às quais se afirma que a sociedade deveria aderir. O conservadorismo tradicionalista, tal como o conhecemos hoje, baseia-se principalmente nas opiniões políticas de Edmund Burke, embora o conservadorismo representasse uma forma ainda mais antiga e mais primitiva de conservadorismo tradicionalista. Os tradicionalistas valorizam os laços sociais e a preservação das instituições ancestrais acima do que consideram individualismo excessivo.
Os conceitos de nação, cultura, costume, convenção e tradição são fortemente enfatizados no conservadorismo tradicionalista. A razão teórica é considerada de importância secundária em relação à razão prática. O Estado também é visto como um empreendimento social com características espirituais e orgânicas. Os tradicionalistas pensam que qualquer mudança surge espontaneamente das tradições da comunidade e não como consequência de um pensamento deliberado e fundamentado. Liderança, autoridade e hierarquia são vistas como naturais aos humanos. O tradicionalismo surgiu na Europa ao longo do século XVIII, principalmente como uma reação aos acontecimentos das Revoluções Inglesa e Francesa. O conservadorismo tradicionalista começou a se estabelecer como uma força intelectual e política em meados do século XX.

## Literatura
Os literários tradicionalistas são frequentemente associados aos conservadores políticos e à direita, enquanto as obras experimentais e a vanguarda são frequentemente associadas aos progressistas e à esquerda. John Barth, um escritor pós-moderno e teórico literário, disse: "Confesso que perdi, em seminários para aprendizes no final dos anos 1970 e 1980, aquele espírito animado do Make-It-New dos anos 60 de Buffalo. Uma sala cheia de jovens tradicionalistas pode ser tão deprimente como uma sala cheia de jovens republicanos."
James Fenimore Cooper, Nathaniel Hawthorne, James Russell Lowell, W. H. Mallock, Robert Frost e T. S. Eliot estão entre as figuras literárias abordadas em A Mente Conservadora (1953) de Russell Kirk. Os escritos de Rudyard Kipling e Phyllis McGinley são apresentados como exemplos de tradicionalismo literário em O Leitor Conservador (1982). Kirk também foi um conhecido autor de ficção assustadora e de suspense com sabor gótico. Ray Bradbury e Madeleine L'Engle elogiaram romances como Antiga Casa do Medo, Uma Criatura do Crepúsculo e Senhor da Escuridão Oca, bem como contos como "Lex Talionis", "Lago Perdido", "Além dos Tocos", "Ex Tenebris" e "Bolsa do Destino". Kirk também era amigo íntimo de vários pesos pesados da literatura do século XX, incluindo T. S. Eliot, Roy Campbell, Wyndham Lewis, Ray Bradbury, Madeleine L'Engle, e Flannery O'Connor, todos os quais escreveram poesia conservadora ou ficção.
Evelyn Waugh e G. K. Chesterton – dois romancistas britânicos e católicos tradicionalistas – e Fernando Sánchez Dragó são frequentemente considerados conservadores tradicionalistas.

## Tradicionalismo em Portugal

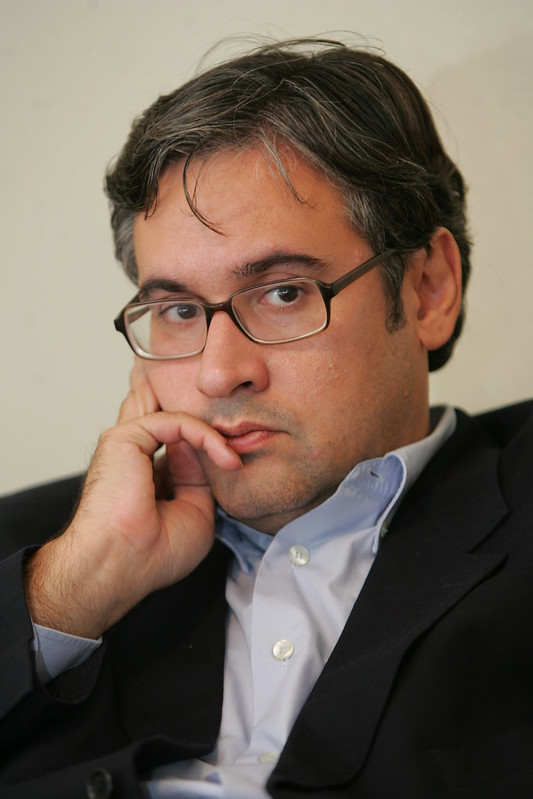
Juan Manuel de Prada, autor tradicionalista católico espanhol.

A gênese do tradicionalismo português está na obra contra-revolução de Pascoal de Meio Freire. Rejeitando os ideais da Revolução Francesa, do movimento das rebeliões liberais do Porto e separatista do Brasil, os tradicionalistas se identificaram com o tradicionalismo de D. Miguel I.
Obras panfletárias do naipe de Dissertação a favor da monarquia (1799) do marquês de Penalva; os escritos antifranceses de José Acúrcio das Neves (1808 – 1817) e de José Agostinho de Macedo (1809 – 1812); a Refutação metódica das chamadas bases da Constituição política da monarquia portuguesa (1824); Os povos e os reis (1825), de Faustino da Madre de Deus; enquanto no Brasil, a obra propagou tais ideais o Visconde de Cairu.
Após a derrota do miguelismo, José da Gama e Castro (1795 – 1873) continua viva a chama tradicionalista lusitana com a sua obra magna  O Novo Príncipe ou o espírito dos governos monárquicos (Rio, 1841). Além da influência patente de Maquiavel, inspirou-se em Burke, Vico e Montesquieu para justificar a monarquia absolutista com base na história e na experiência dos povos, rejeitando qualquer especulação aprioristamente dedutivista.
“A monarquia origina-se diretamente das famílias, tendo se verificado o mesmo por toda a parte. As famílias --que tiveram originariamente o chefe, os filhos e os fâmulos-- fizeram nascer os estados, onde as denominações passam a ser rei ou monarca, nobres e plebe. Examinando-se o curso histórico dos povos verifica-se que a particular organização política que chegaram a adotar dependia das circunstâncias concretas. Uma nação comerciante organiza-se de muito diferente maneira que uma nação agrícola; o mesmo podendo-se dizer da posição geográfica, se marítima ou continental. Assim, quando se diz fazer a constituição, trata-se de declarar direitos preexistentes ou relações anteriormente formadas. A constituição de uma nação não faz a posição política dessa nação, explica-a. Examinada a experiência europeia verifica-se que a estabilidade e felicidade das nações não depende da forma da sua constituição, mas das qualidades do príncipe.”
Em Portugal, no século XIX, distinguiram-se nesse campo autores como Camilo Castelo Branco e a generalidade dos integralistas como Luís de Almeida Braga, António Sardinha ou Hipólito Raposo, em que a tradição transformou-se na palavra-chave congregadora do Integralismo Lusitano.
Segundo Sardinha, tradição não é somente o passado; é antes a permanência no desenvolvimento. Assim como Almeida Braga que salienta que a tradição não é contrária ao progresso: o passado é força que nos arrasta, não é cadeia que nos prende. Toda a exata noção de Progresso está numa sã interpretação da Tradição, pois o verdadeiro tradicionalismo é, antes de tudo, uma interpretação crítica do Passado, quer dizer, uma atitude de razão. Nega-se assim a identificação da tradição com a inércia, o passadismo e a rotina.
A mudança, porém, deve realizar-se sem romper com os antecedentes morais que são o fundamento de uma dada sociedade. O tradicionalismo reage, normalmente, de forma negativa às revoluções, em especial aquelas que pretendem fazer tábua rasa do passado e do fundamento moral que constituiu uma dada sociedade. Opta antes pela contra-revolução. Para o tradicionalista, deve ser a História, e não as nossas predilecções doutrinárias, o melhor guia na determinação dos regimes políticos. Se uma dada instituição, como a Instituição Real, por exemplo, foi derrubada, é decerto contraproducente tentar voltar e reerguê-la tal como existia, mas deverá ser observado se a função que essa instituição desempenhava encontrou um substituto capaz.
Enquanto carácter filosófico-teológico católico, que se pode confundir com o ultramontanhismo, representa uma oposição do racionalismo extremado, característica principal do século XVIII. Os critérios para encontrar a sua verdade consiste, basicamente, na sua antiguidade, perpetuidade e universalidade. Deste modo, o tradicionalismo defende a submissão de toda ordem moral e social ao poder da Igreja, e a reinstauração da antiga monarquia (não constitucional) como o sistema de governo mais verdadeiro, partindo da aceitação do seu princípio divino.
Obviamente os partidários das ideias consideradas de esquerda são os adversários imediatos, pois defendem ser preciso superar a desigualdade social, o domínio de classes e opressões causadas por estruturas que permanecem imutáveis por muitos séculos. Ou seja, argumentam que manter as tradições é uma forma de perpetuar a exploração e antigas formas de preconceito.
No início do século XX, o tradicionalismo recebeu um contributo insuspeito da ciência nas descobertas de René Quinton, com a «lei da constância do meio vital dos seres». Nessa lei, Quinton não negou a Evolução⁣, mas concretizou-lhe as possibilidades: “os organismos vivos, para se manterem, procuram sempre restabelecer a pureza do seu meio vital, isto é, procuram manter a inviolabilidade das circunstâncias especiais que os geraram e de cuja guarda e duração depende a sua existência”. Os tradicionalistas viram aí uma estrondosa confirmação do princípio tradicionalista: “res eodem modo conservatur quo generantur” (“as coisas existem pelas mesmas razões porque se geram”).
A renovação da biologia seguiu o seu próprio caminho, mas ajudando a destronar o rudimentar ideário do progresso indefinido. Situado na órbita dos fenómenos sociais, o tradicionalismo continua a entender a política como uma realidade, ou uma experiência, garantida e comprovada pelo decurso da história. “As instituições do passado não são boas por serem antigas, mas são antigas por serem boas” — é uma famosa máxima tradicionalista.

### Artigos
- "Understanding Traditionalist Conservatism" por Mark C. Henrie. The New Pantagruel, formerly published in Varieties of Conservatism in America, Peter Berkowitz, Ed. (Hoover Press, 2004) ISBN 978-0-8179-4572-5.